# John Murray (fotograf)

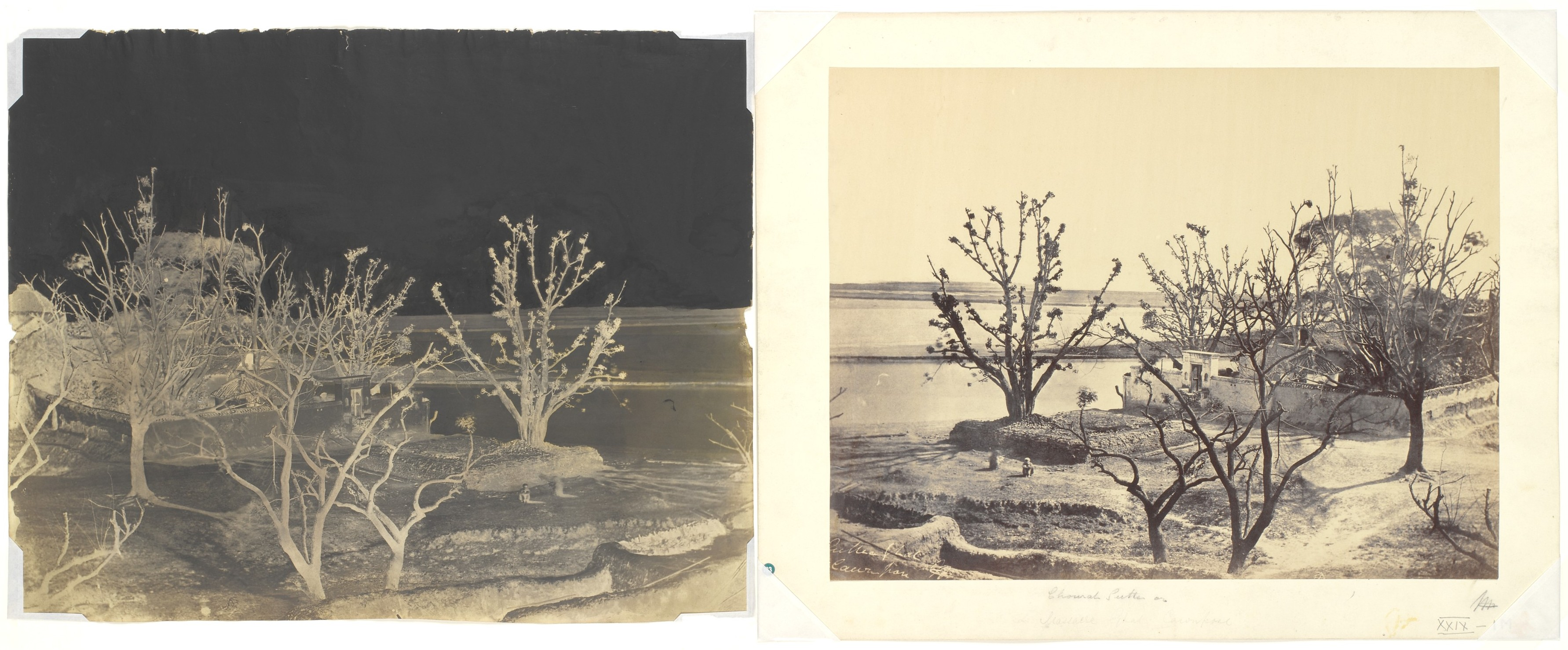
Suttee Ghat, Cawnpore, albuminový stříbrný tisk z papírového negativu, 1858

John Murray (1809, Aberdeen – 1898, Sheringham) byl skotský vojenský lékař, chirurg a fotograf. Jako lékař britské Východoindické společnosti fotografoval v Indii od konce 40. let do začátku 50. let 19. století. V letech 1854 až 1858 byl prvním ředitelem Sarojini Naidu Medical College v Agře. Ve sbírkách Britské knihovny existuje sbírka Murray Collection, která obsahuje pohledy na Dillí, Cawnpore, Allahabad a Benáres.

## Životopis
Byl nejen odborníkem v medicíně, ale vynikl i jako fotograf. K fotografii se poprvé dostal kolem roku 1849, když sloužil v lékařské službě Armády Východoindické společnosti. Byl umístěn poblíž Tádž Mahalu v Agře, kde se zajímal o mogulskou architekturu. Během čtyřiceti let, které strávil v Indii, systematicky dokumentoval mnohé slavné budovy v Agry a v severní části státu Uttarpradéš. V polovině 19. století neexistoval jednoduchý způsob, jak fotografie zvětšovat. Aby mohl vytvořit velký tisk, Murray používal dřevěnou kameru velkého formátu, která byla schopná pořizovat negativy až do velikosti 16 × 20 palců. Fotoaparát by měl být vyroben z kvalitního mahagonu, spojeného mosaznými sponami, aby vydržel extrémní teploty. Křehké skládací přenosné fotoaparáty, které jsou navrženy jako lehké pro použití v Indii, se rychle stávaly nepoužitelnými. V Indii nebylo třeba používat k fotografii věci lehké a přenosné pro použití, jako kdyby je měl vlastník sám nosit. Doprava pro každý kus vybavení byla levná, bezpečná a hojně dostupná. Murray pracoval s negativy na skle i voskovaném papíru; fotografové, kteří cestovali nebo pracovali v odlehlých oblastech, ocenili zejména voskovaný papír, protože nevyžadoval okamžité vyvolání. S těmito těžkopádnými přístroji vytvořil Murray rozsáhlé dílo, které dokumentovalo indickou architekturu.

## Reakce kritiků
Roddy Simpson v knize The Photography of Victorian Scotland (2012) napsal o fotografovi Johnu McCoshovi, že "jeho fotografie nemají významnou estetickou kvalitu, ale ukazují touhu dokumentovat podobizny. Vzhledem k okolnostem jsou tyto snímky značným úspěchem a bez ohledu na uměleckou hodnotu jsou historicky velmi důležité". Taylor a Schaaf v knize Impressed by Light: British Photographs from Paper Negatives, 1840–1860, napsali, že „McCosh vytvořil kompozice, které byly na dané období výjimečné“:s.123 a že na rozdíl od jeho současníků „v jeho rukou nebyla fotografie pouze zábavou, ale stala se prostředkem k zaznamenávání historie“.:s.123 Taylor a Schaaf také napsali, že „druh práce, kterou vykonali McCosh, [John] Murray a [Linnaeus] Tripe, se odrážel v širokém vzoru fotografické činnosti v celé Indii a v mnoha ohledech lze tyto tři považovat za vzory, u nichž ostatní hledali inspiraci.... "Málo fotografů v éře kalotypů se přiblížilo trvalému výkonu těchto tří a ve vizuální citlivosti a technické statečnosti zůstávají nepřekonatelní.":s.131

## Galerie

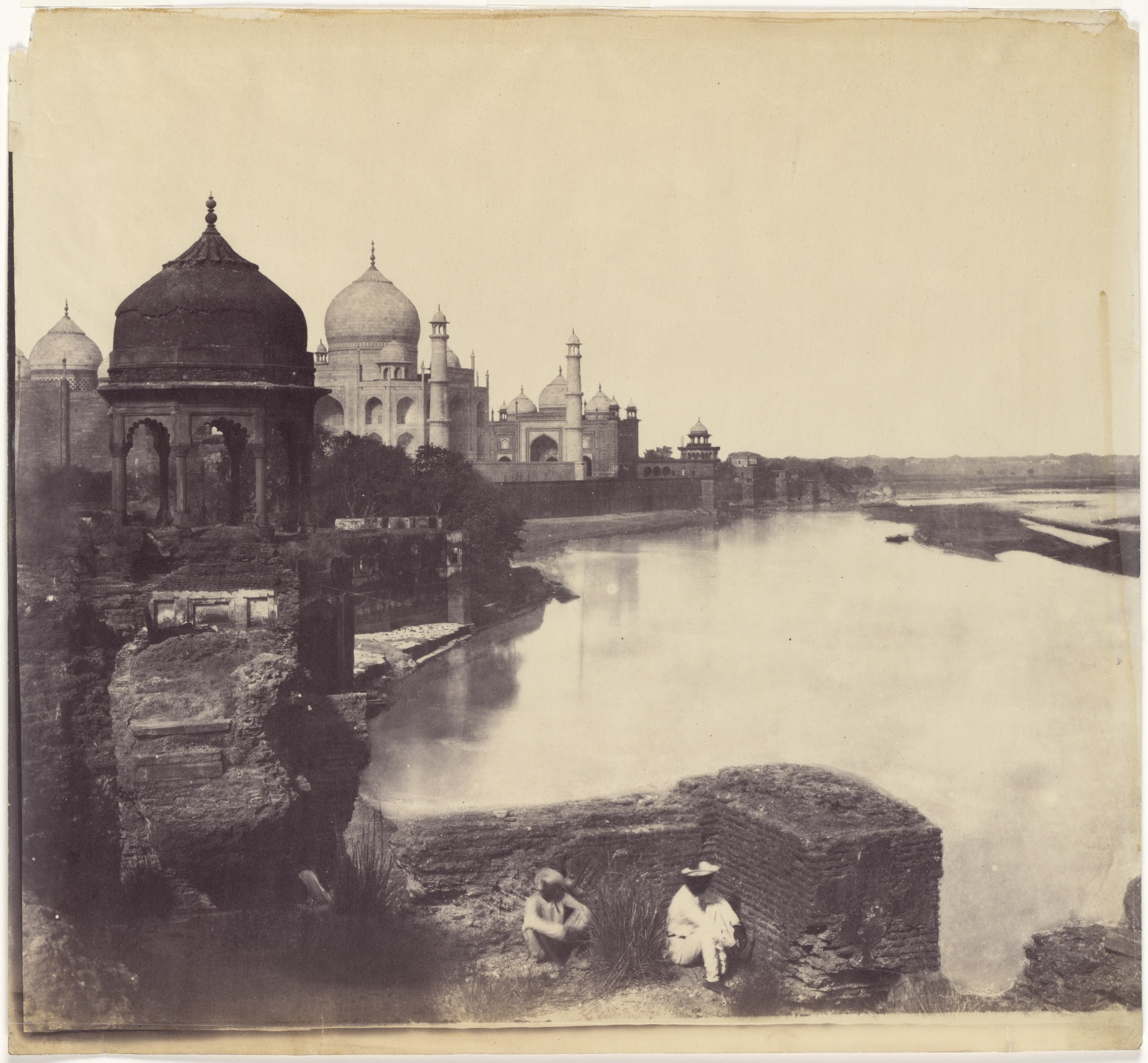
Tádž Mahal z břehu řeky Jamuna, 1858-1862
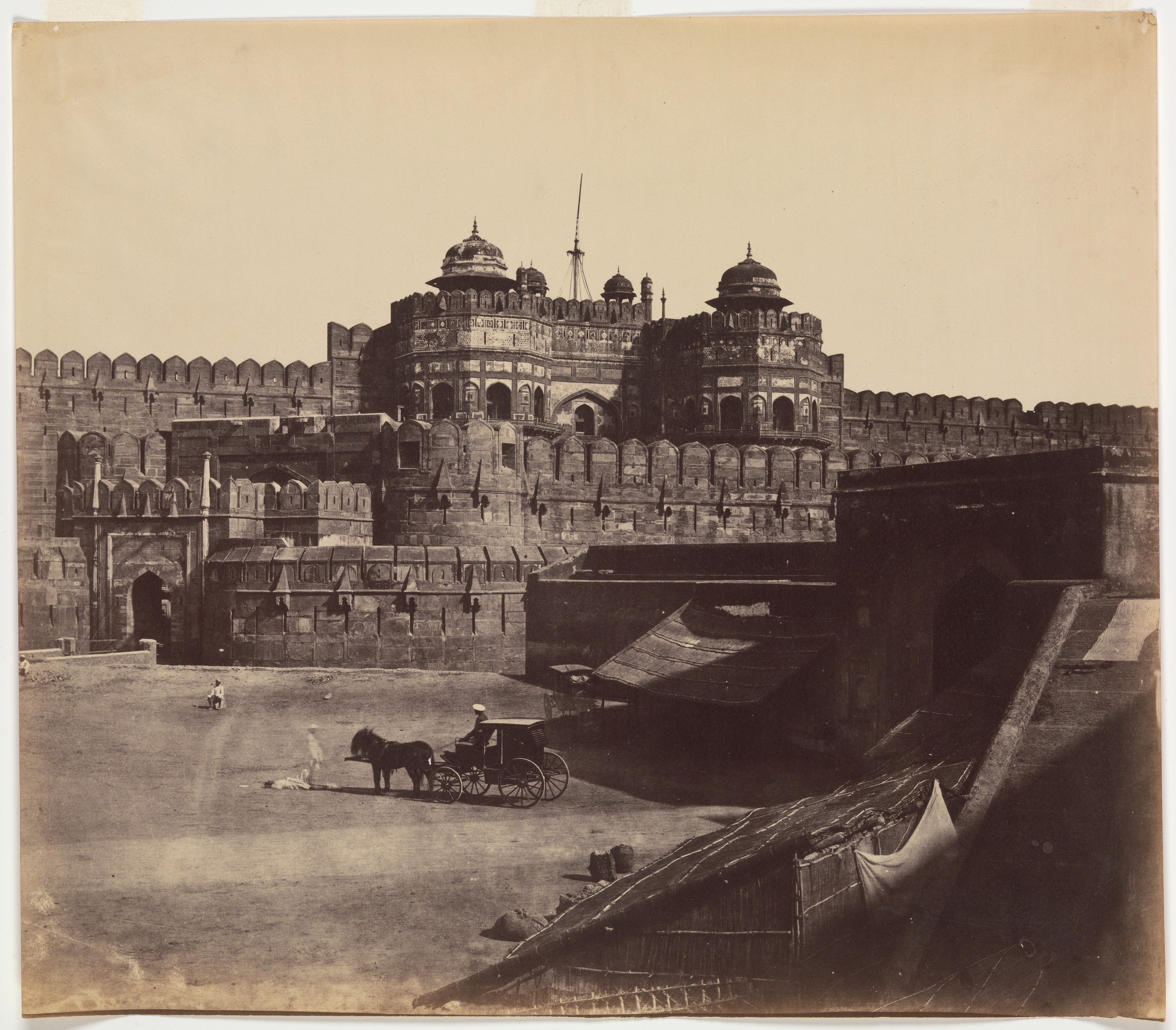
Dillí,
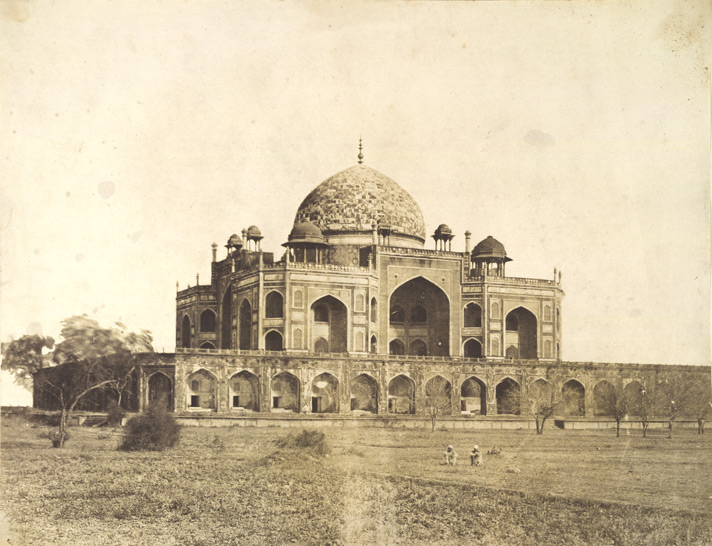
Dillí, 1858
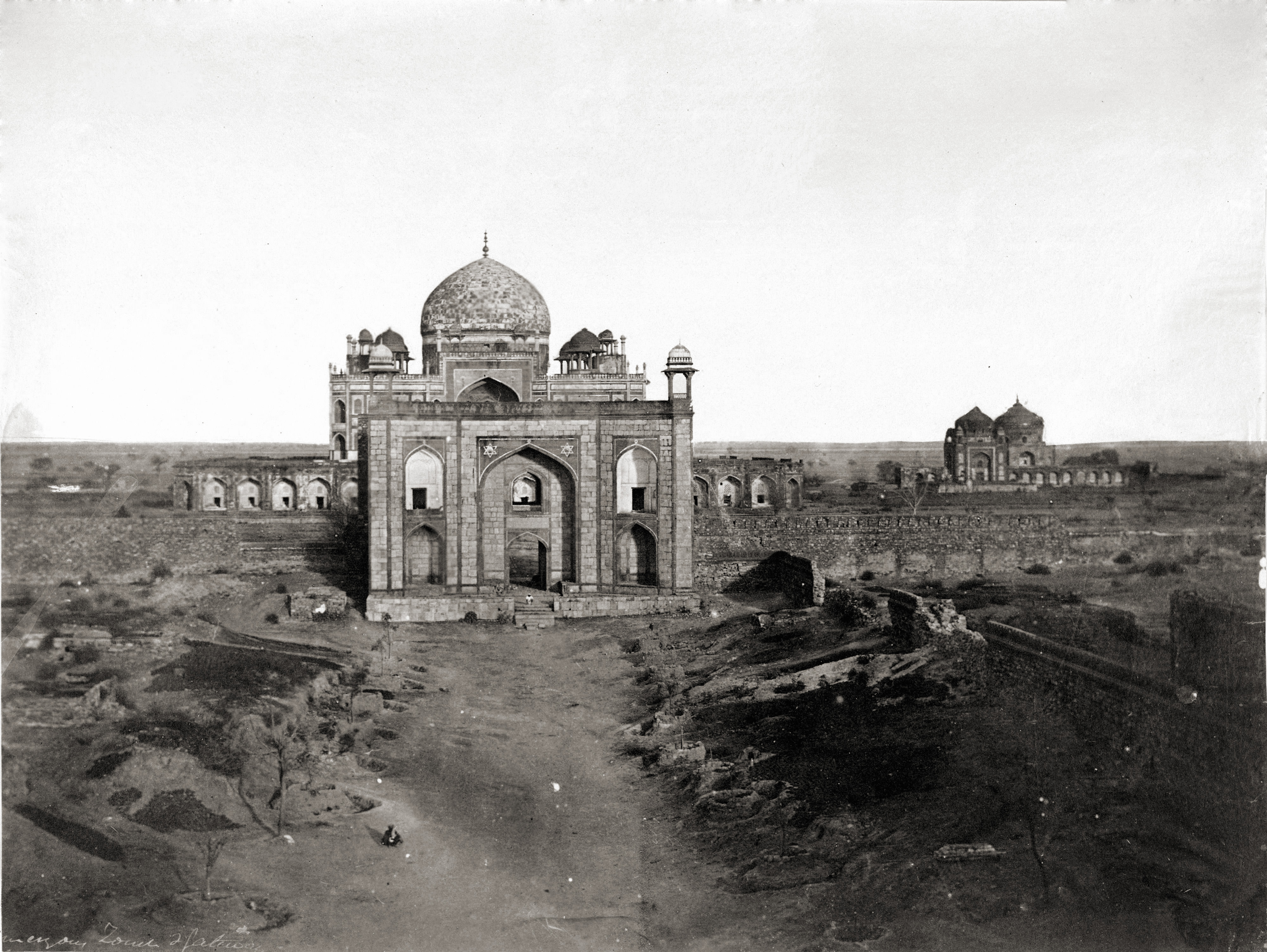
Dillí, 1858
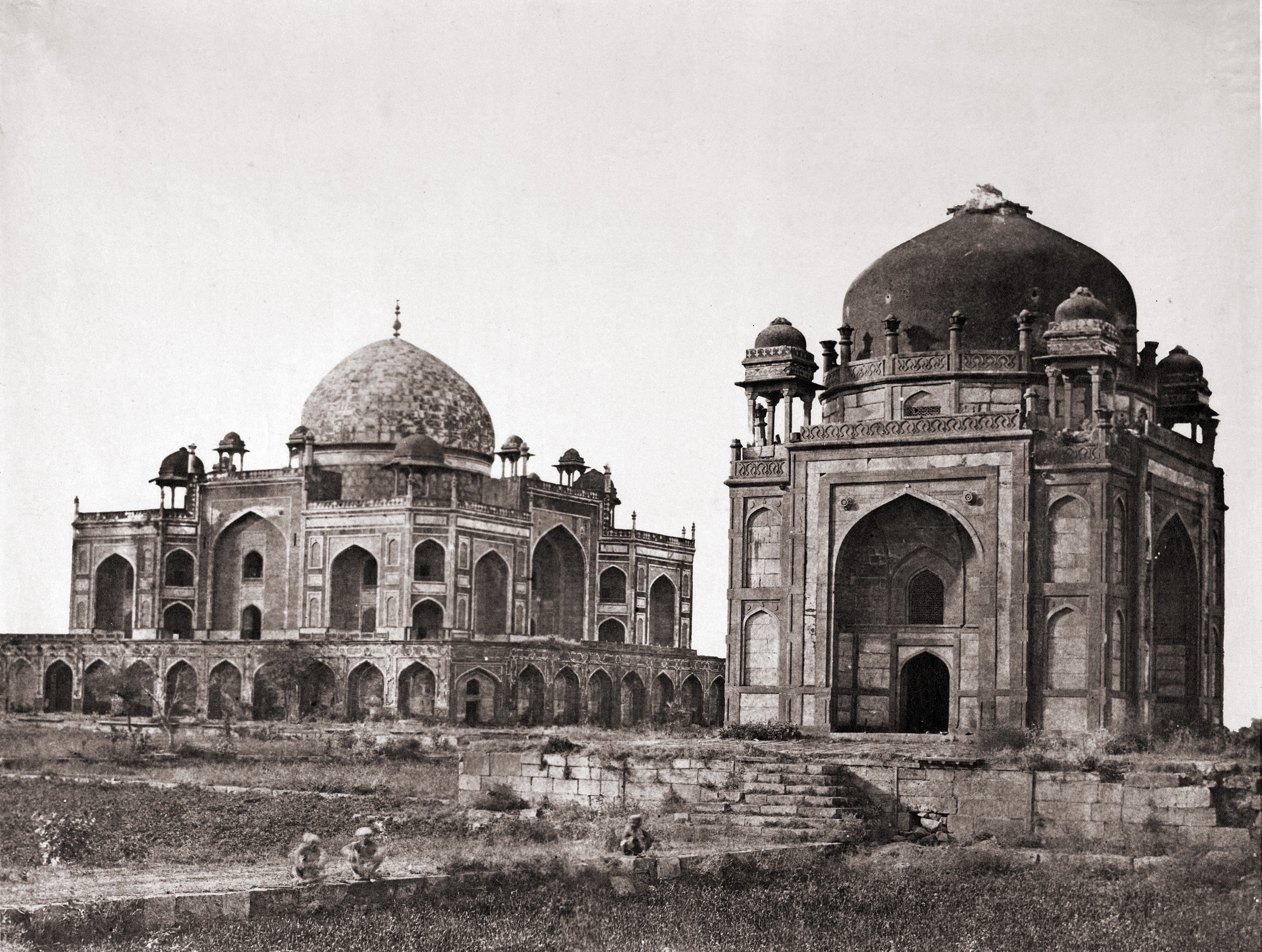
1858
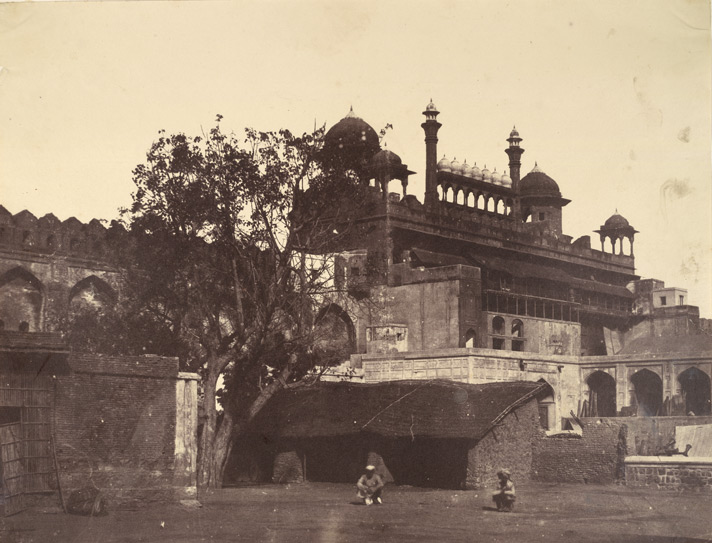
Dillí, 1858
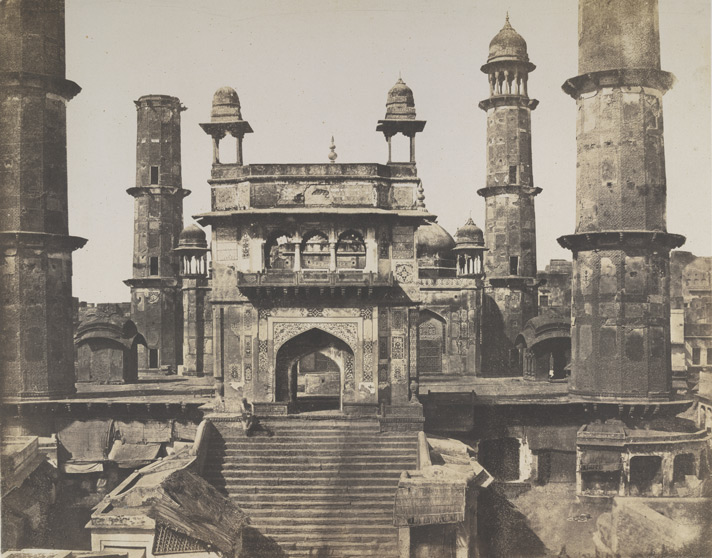
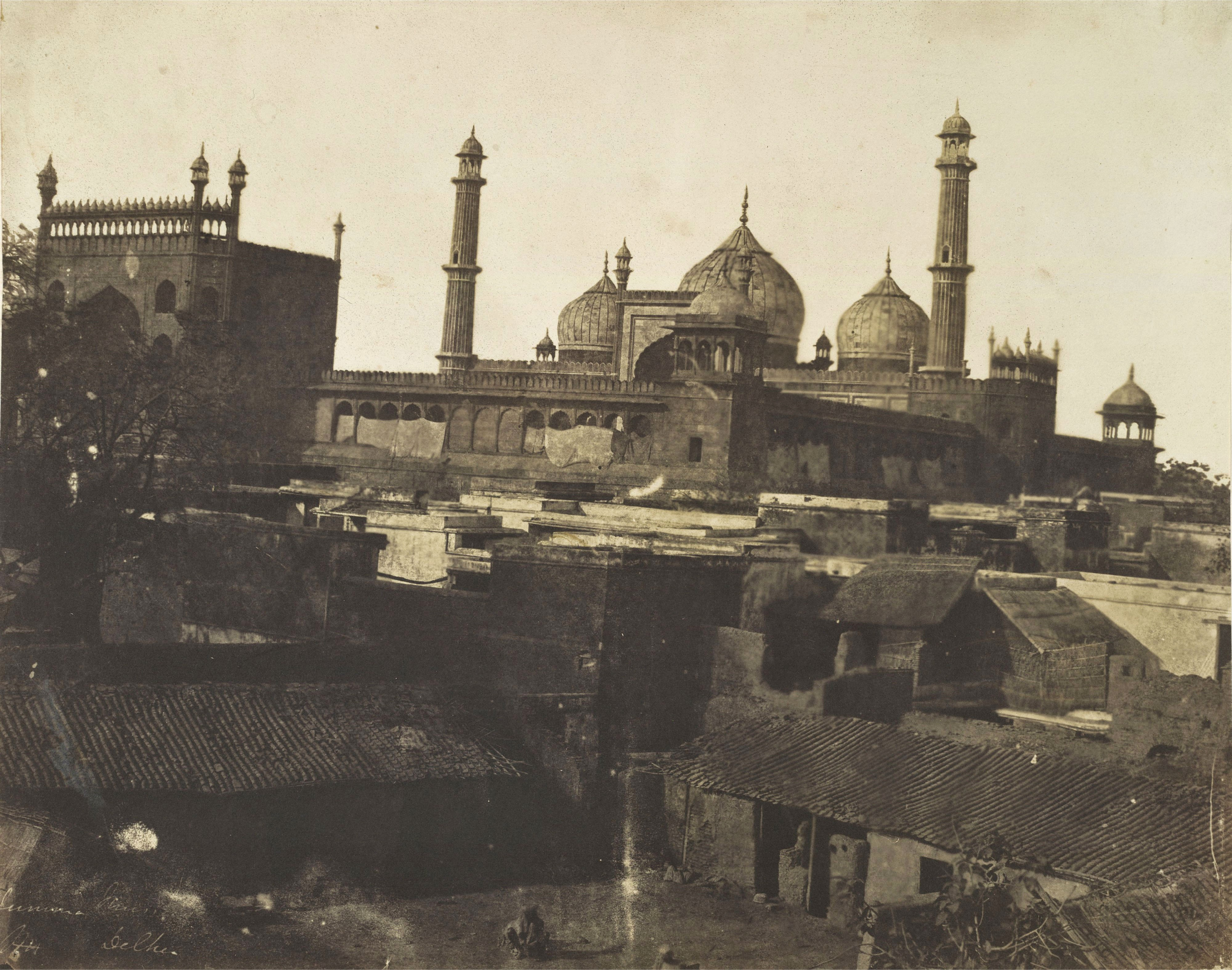
Dillí, 1858
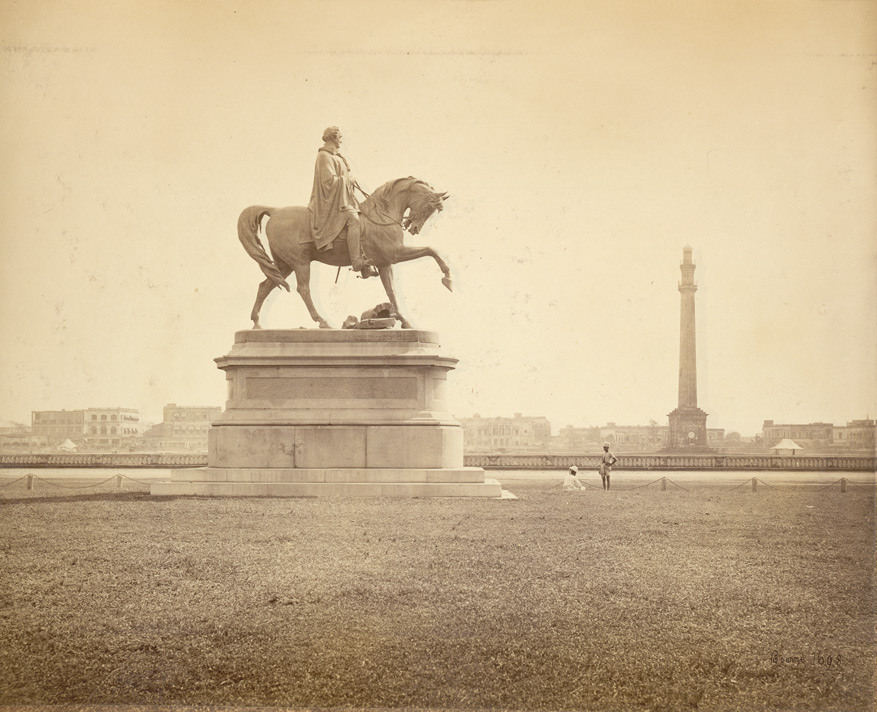
Fotografie sochy lorda Hardinga a památníku Ochterlony, z Views of Calcutta and Barrackpore, pohled přes kalcuttský Maidan ukazuje jezdeckou sochu lorda Hardinga od J. H. Foleye, generálního guvernéra Indie (1844–1848). V pozadí se nachází památník sira Davida Ochterlonyho, vítěze anglo-nepálské války v letech 1814–1816, který byl později přejmenován na Shahid Minar a je věnován indickým mučedníkům. 1860-1870.
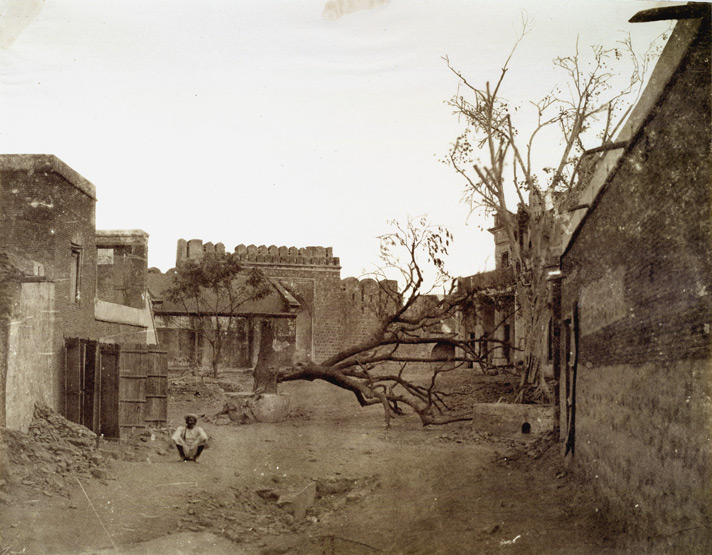
Dillí
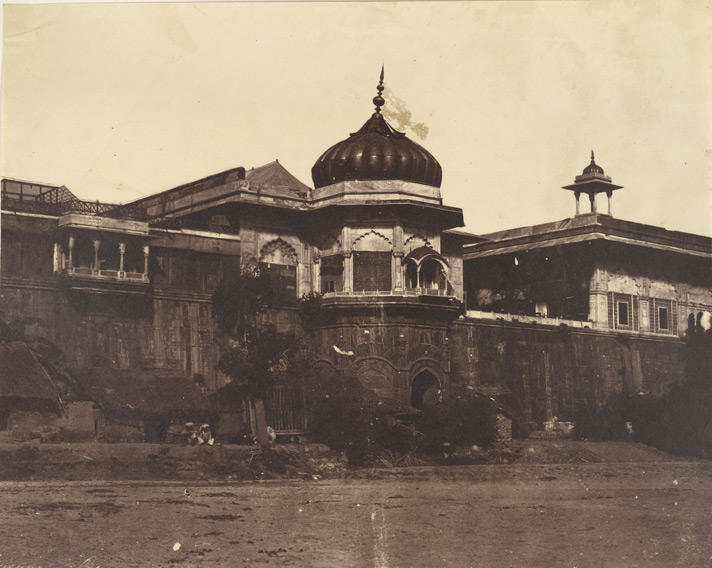
Dillí, 1858
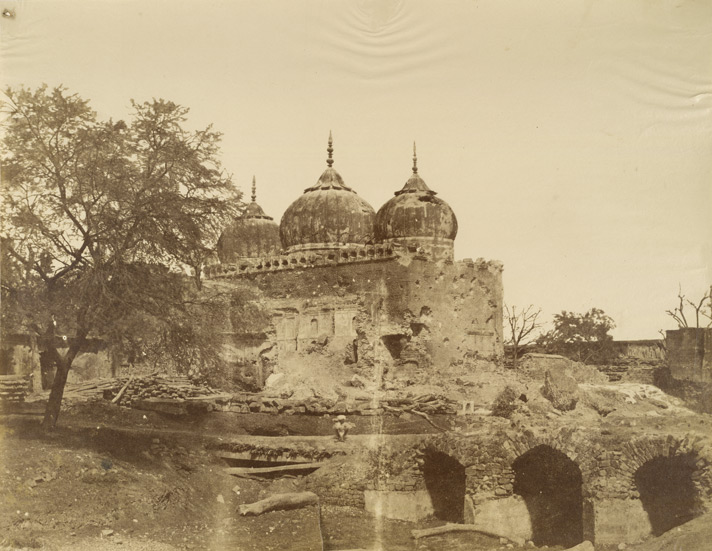
Dillí, 1858
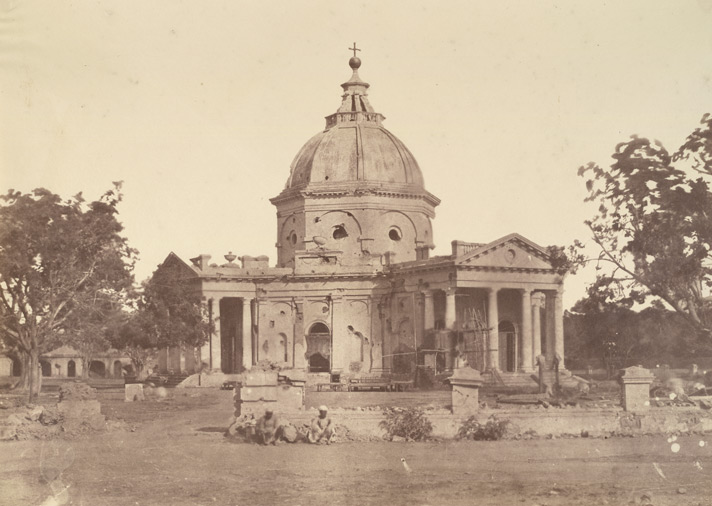
Dillí, 1858
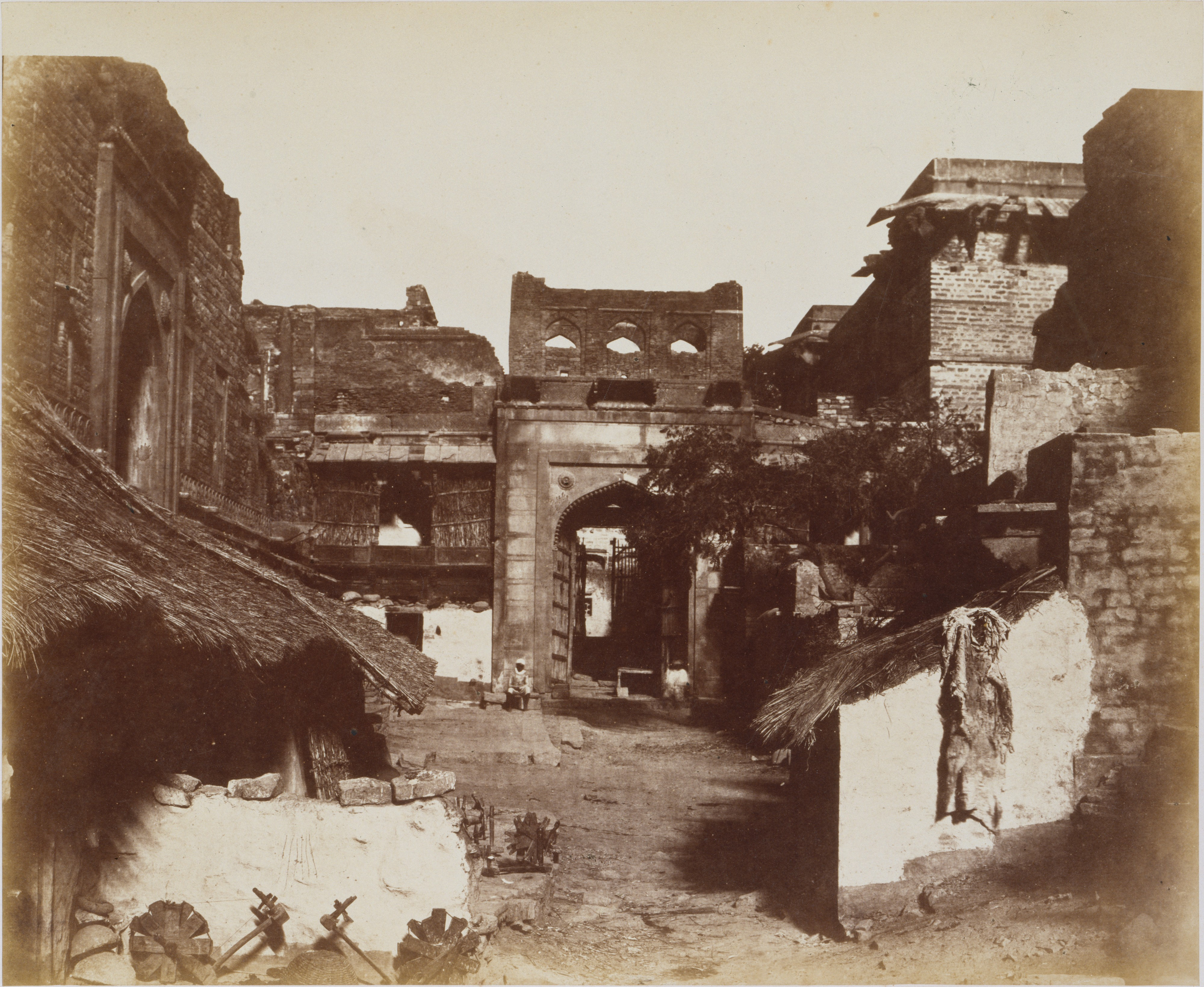
Ulice ve Fatehpur Sikri, Indie, 1858-1862
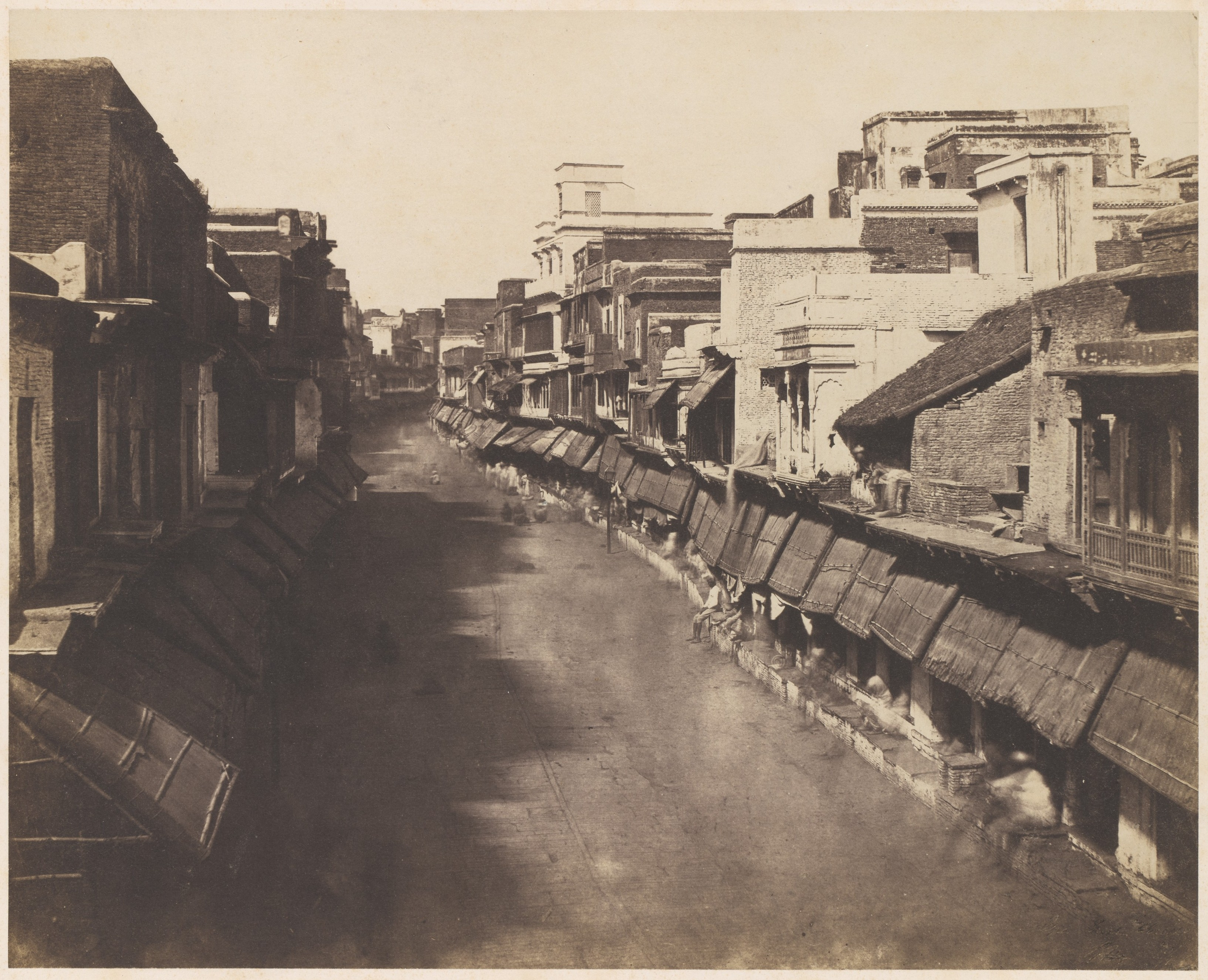
The Chowk, 1856–57, slaný papírový tisk z papírového negativu
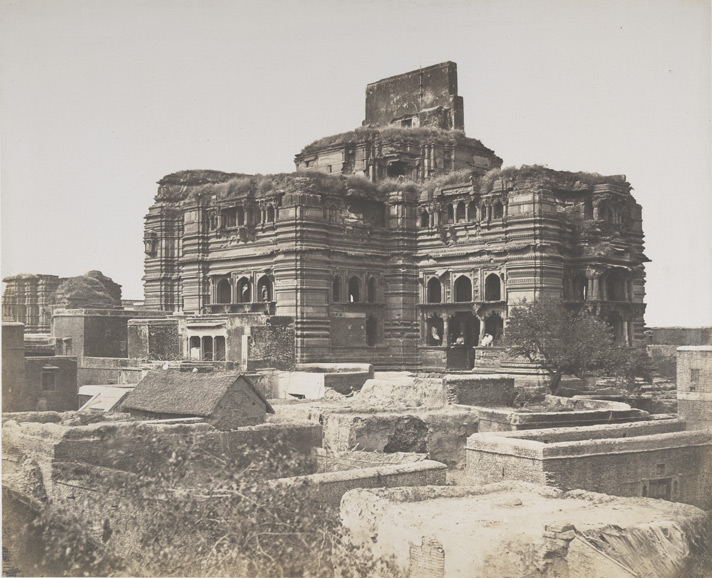
1850-1860
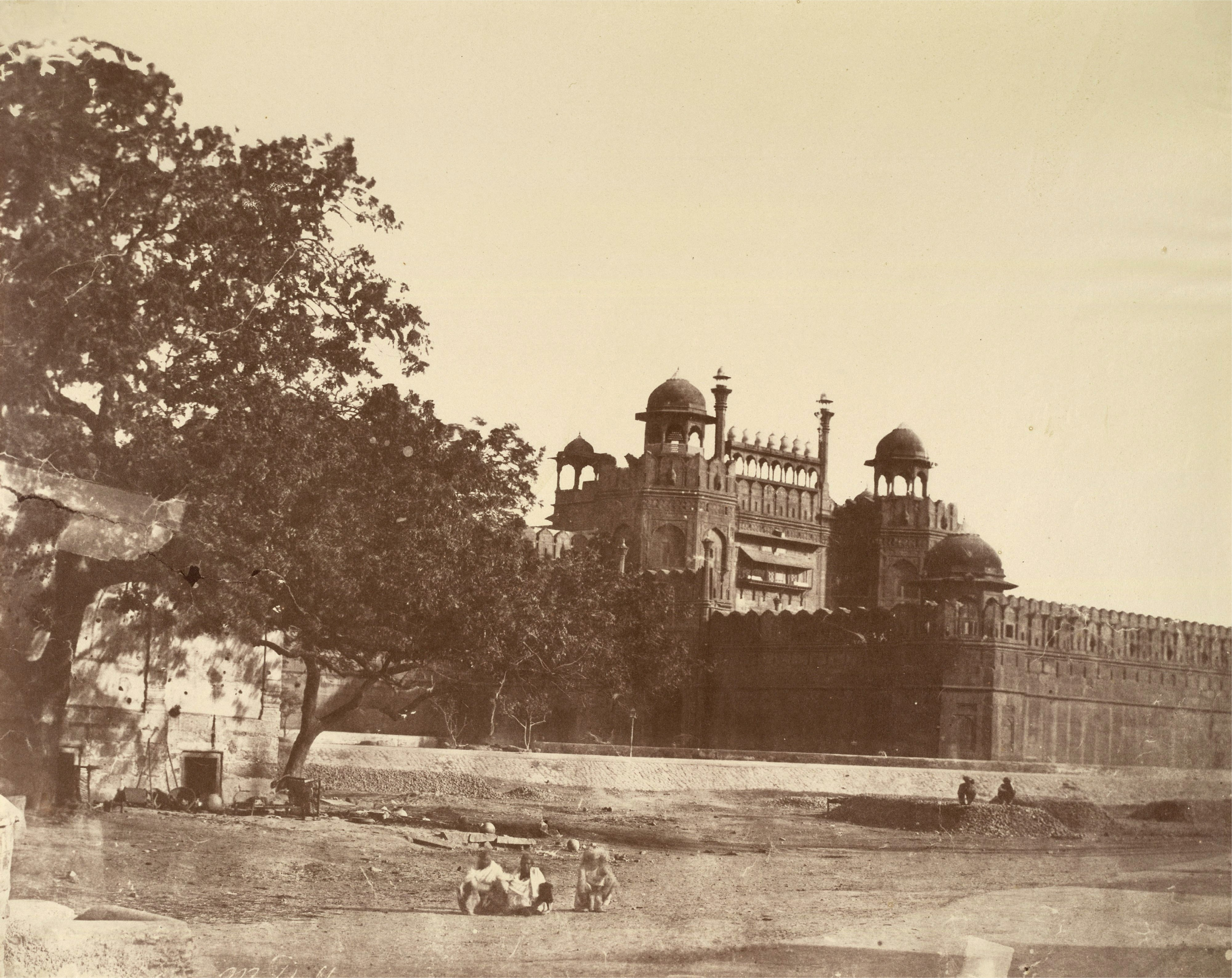
1858
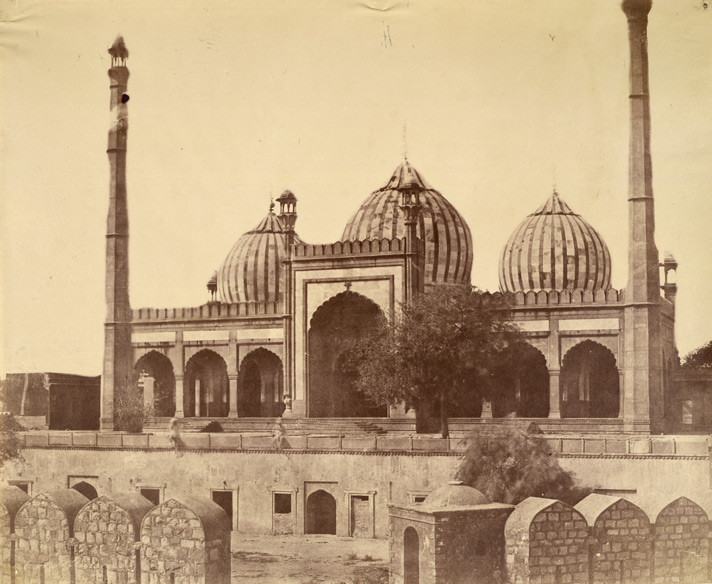
Dillí, 1858